# Comuna Novoiehorivka, Novoukraiinka
Novoiehorivka (în ucraineană Новоєгорівка) este o comună în raionul Novoukraiinka, regiunea Kirovohrad, Ucraina, formată din satele Leontovîceve, Novoiehorivka (reședința), Novovodeane și Veselîi Kut.

## Demografie
Componența lingvistică a comunei Novoiehorivka
     Ucraineană (90,29%)
     Rusă (3,1%)
     Română (2,68%)
     Alte limbi (0,42%)
Conform recensământului din 2001, majoritatea populației comunei Novoiehorivka era vorbitoare de ucraineană (90,29%), existând în minoritate și vorbitori de rusă (3,1%), armeană (2,68%) și română (2,68%).